# 内偵
| ウィキペディアには「内偵」という見出しの百科事典記事はありません（タイトルに「内偵」を含むページの一覧/「内偵」で始まるページの一覧）。 代わりにウィクショナリーのページ「内偵」が役に立つかもしれません。 |